# Erik Uddebom

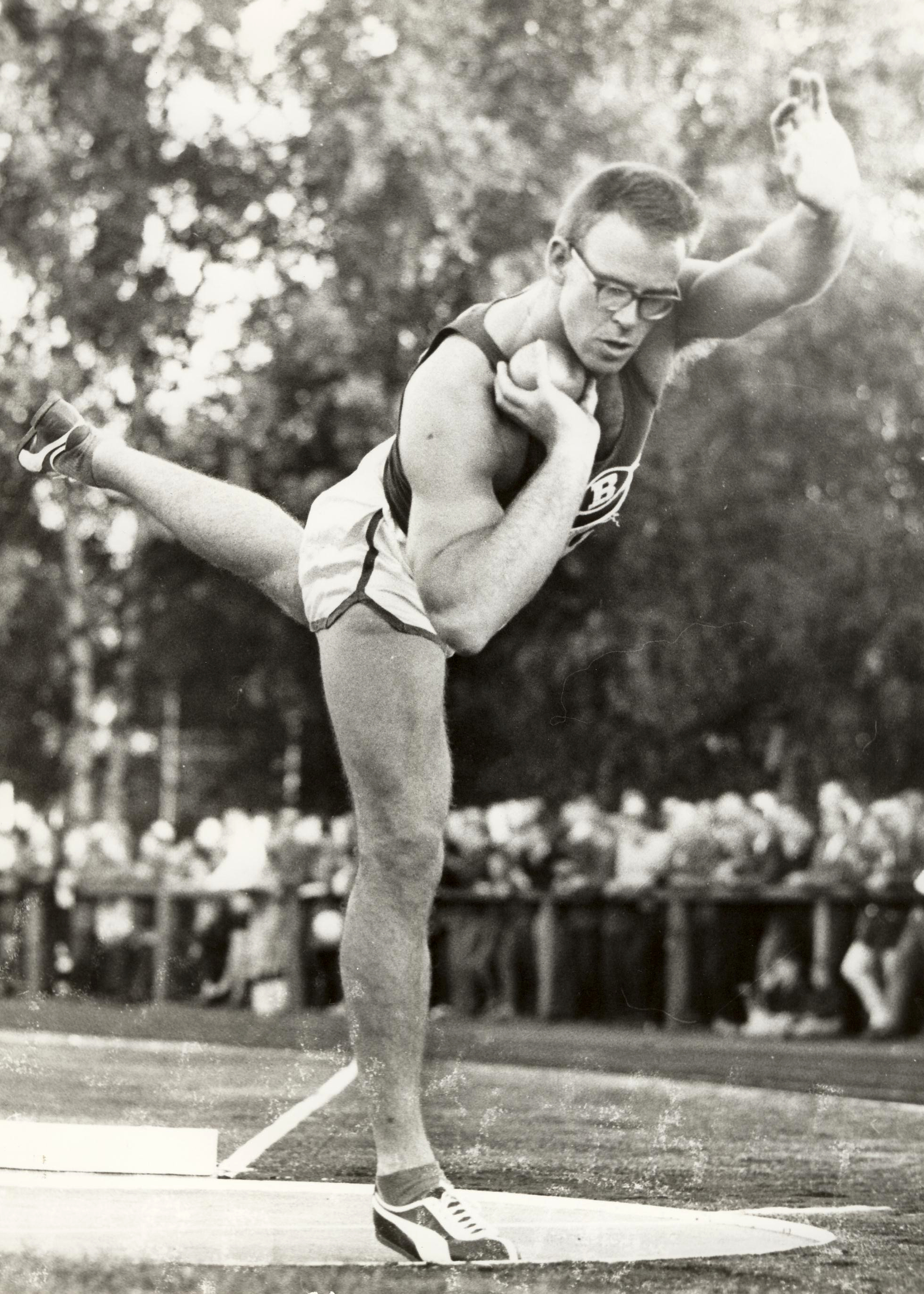
Erik Uddebom, ca. 1960

Erik Uddebom (* 5. Juli 1934 in Stockholm) ist ein ehemaliger schwedischer Kugelstoßer und Diskuswerfer.
1954 kam er bei den Europameisterschaften in Bern im Kugelstoßen auf den 14. Platz.
Bei den Olympischen Spielen 1956 in Melbourne wurde er Sechster im Kugelstoßen und belegte im Diskuswurf den 14. Platz.
1960 schied er bei den Olympischen Spielen in Rom sowohl im Kugelstoßen wie auch im Diskuswurf in der Qualifikation aus.
Bei den Europameisterschaften 1966 in Budapest scheiterte er im Diskuswurf in der Vorrunde.
Achtmal wurde er Schwedischer Meister im Kugelstoßen (1955–1957, 1959–1961, 1963, 1964) und zweimal im Diskuswurf (1956, 1961).

## Persönliche Bestleistungen
- Kugelstoßen: 17,67 m, 27. September 1962, Kristianstad
- Diskuswurf: 57,80 m, 11. Juli 1966, Halmstad